# Fehérgyarmat

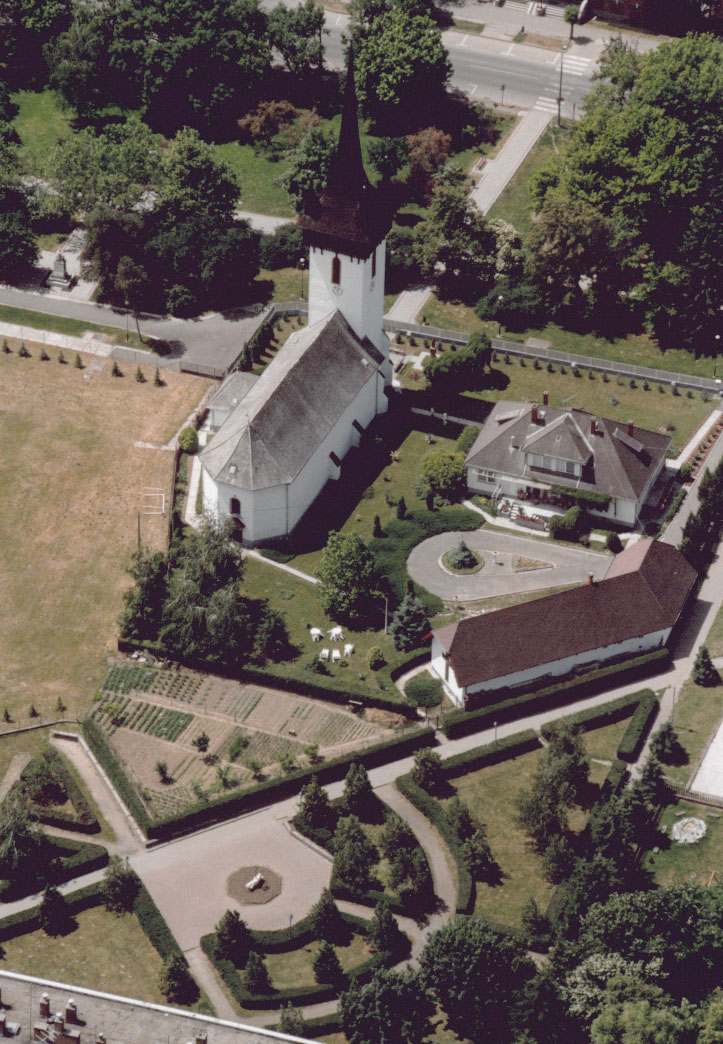
La iglesia calvinista del. construida en estilo gótico.

Fehérgyarmat es una ciudad húngara en el condado de Szabolcs-Szatmár-Bereg con una población de aproximadamente 8000 personas (según los datos de 1 de enero de 2017) en una superficie de 52.46 km². 

## Ubicación
La ciudad está situada de 28,5 km de la frontera ucraniana y de 32 km de la frontera rumana al parte oriental del condado. Fehérgyarmat es la ciudad más nororiental de Hungría. 

## Historia
Fehégyarmat fue fundado supuestamente en el siglo X-XI por la tribu húngara de Gyarmat. Su nombre se menciona en el siglo XIV por primera vez en fuentes escritas, sus primeros propietarios lo desarrollaron como centro económico y industrial. 
A partir del siglo XV. la ciudad y unos pueblos en el entorno hizo parte de la propiedad de familias aristocráticas como de los Báthory, de los Bethlen y de los Rákóczi. La ciudad recibió derechos para organizar mercados 4 veces al mes. Durante esta época construyeron una fortificación (un castro) que fue demolida por Leopoldo I de Habsburgo.
Al principio del siglo XIV. se encontraron 315 casas en la ciudad. Los ciudadanos vivieron de producción de trigo y de tabaco. Al principio del siglo XV. Fehégyarmat sufrió de incendios que destrozaron el edificio del ayuntamiento y la iglesia católica. En este periodo, hubo fábrica de aceite, molinos, correos, estación ferroviaria, hospital, banco, centro telegráfico, casino etc. A través de facilitación de estos servicios, la ciudad se convirtió en centro regional con rapidez. 
La ciudad y la región fueron afectadas por varias inundaciones notablemente en 1899 y recientemente en 1970. En el parque de Kossuth establecieron un monumento de la inundación de 1970. 

### Demografía
Según el censo de población en 2001, 100% de la población se declaró siendo de nacionalidad húngara aunque viva una pequeña comunidad gitana y ucraniana en la ciudad.

## Lugares de interés
- La iglesia calvinista del siglo XV. construida en estilo gótico. La campanilla de la iglesia fue regalo de Esteban Báthory, príncipe de Transilvania y rey de Polonia como conmemorativo de la batalla de Kenyérmező. Es un edificio de planta basílica con cuatro torres, el techo está instalado con dos casetones donde se lee salmos.
- Iglesia católica latina construida en estilo de neobarroco. La iglesia fue consagrada en 1816. En la fachada occidental se encuentra la estatua de San Juan Nepocumeno.
- La iglesia greco-católica húngara
- El Parque de Kossuth, que incluye monumentos como la estatua de Lajos Kossuth, la estatua del Soldado Desconocido como homenaje a los caídos de la Segunda Guerra Mundial, la Puerta de los Siculi y la Fuente del Dragón.

## Ciudades gemelas
- Grecia: Skydra
- Polonia: Nisko
- Rumania: Livada Mică
- Ucrania: Vynohradiv

## Fiestas
Desde 2008 se organiza las fiestas anuales "Gyarmati Vígasságok" que tiene lugar en el parque de Kossuth cada agosto. 

## Cultura y deportes
La ciudad dispone de cinema, teatro, galería de arte, biblioteca, balneario con agua termal, centro deportivo, campo de fútbol y pistas de tenis. 

## Medios de comunicación
Televisión: Fehégyarmati Városi Televízió 
Radio: Rádió Som
- Datos: Q745657
- Multimedia: Fehérgyarmat / Q745657